# Жирово (Московская область)
Жи́рово — деревня в Раменском муниципальном районе Московской области. Входит в состав сельского поселения Новохаритоновское. Население — 399 чел. (2010).

## Название
Название связано с некалендарным личным именем Жир.

## География
Деревня Жирово расположена в восточной части Раменского района, примерно в 17 км к востоку от города Раменское. Высота над уровнем моря 136 м. Рядом с деревней протекает река Дорка. В деревне 3 улицы — Новая, Полевая и Снежинка. Ближайший населённый пункт — село Новохаритоново.

## История
В 1926 году деревня являлась центром Жировского сельсовета Гжельской волости Бронницкого уезда Московской губернии.
С 1929 года — населённый пункт в составе Раменского района Московского округа Московской области.
До муниципальной реформы 2006 года деревня входила в состав Новохаритоновского сельского округа Раменского района.

## Население
| 1926 | 2002 | 2010 |
| ---- | ---- | ---- |
| 535  | ↘351 | ↗399 |

В 1926 году в деревне проживало 535 человек (248 мужчин, 287 женщин), насчитывалось 117 хозяйств, из которых 114 было крестьянских. По переписи 2002 года — 351 человек (155 мужчин, 196 женщин).